# Bernrieth
Bernrieth ist ein Gemeindeteil des Marktes Leuchtenberg im Landkreis Neustadt an der Waldnaab (Oberpfalz, Bayern).

## Geographie
Der Weiler liegt etwa drei Kilometer südsüdöstlich von Leuchtenberg an der B 22 auf 520 Meter Höhe.

## Steuerdistrikt und Gemeindebildung
Das Königreich Bayern wurde 1808 in 15 Kreise eingeteilt. Diese Kreise wurden nach französischem Vorbild nach Flüssen benannt (Naabkreis, Regenkreis, Unterdonaukreis usw.). Die Kreise gliederten sich in Landgerichtsbezirke. Die Bezirke wiederum sollten in einzelne Gemeindegebiete eingeteilt werden. 1808 wurde das Landgericht Vohenstrauß in 47 Steuerdistrikte eingeteilt. Einer davon war der Distrikt Döllnitz mit den Dörfern Döllnitz, Bernrieth, Preppach, Wittschau und den Einöden Schönmühle und Thonmühle. 1821 bis 1830 bestand die eigenständige Gemeinde Döllnitz mit den Ortschaften Döllnitz, Bernrieth und den Einöden Tanzmühle und Thonmmühle. Am 1. Juli 1976 wurde die Gemeinde Döllnitz wieder aus dem Standesamtsbezirk Vohenstrauß ausgegliedert. Am 1. Mai 1978 kam die Gemeinde Döllnitz zum Markt Leuchtenberg.